# Haciendo la mierda
Haciendo la mierda (lit. ‘Fent la merda’) és una sèrie de sketches d'humor compartits a través de la plataforma de YouTube, en el seu propi canal o a través del canal Top Trending Video. Està format per 5 amics, 4 dels quals interpreten als personatges Llimoo, Javi García, Ritxi Naval i David DeLillo; i un cinquè membre, Ignasi, que és el càmera i el màxim responsable en temes d'edició dels vídeos.
Van ser un fenomen viral i en els seus vídeos han col·laborat estrelles de la televisió, la ràdio i l'humor com Berto, Ignatius Farray o veterans de YouTube com Loulogio. El seu humor, sovint qualificat d'absurd, ha estat comparat al del programa de televisió espanyol Muchachada Nui.

## Creació
Els 5 membres es van conèixer realitzant la carrera de periodisme en la UAB (Universitat Autònoma de Barcelona). En acabar la carrera van decidir seguir dins de l'àmbit periodístic tractant de realitzar un programa de ràdio que van presentar a diverses ràdios locals, les quals no posaven facilitats per a iniciar el projecte. Cansats d'aquesta situació, Llimoo va proposar la idea de crear un canal de YouTube on compartir una sèrie d'humor amb el públic. El pensament era el de crear contingut audiovisual en forma de sketches, vídeos de curta durada, un format amb el qual arribar a un públic més ampli, al contrari que amb la realització de diversos podcasts d'una durada molt més llarga. Ignasi va començar com a ajudant, conseller i realitzador d'algunes de les cançons (inclosa la sintonia principal), però quan es va quedar sense treball, es va integrar més en el grup fins al punt de ser el director dels sketches, el càmera oficial i el realitzador de les labors en edició de vídeo.